# Malawi na Letnich Igrzyskach Olimpijskich 2016
Malawi na Letnich Igrzyskach Olimpijskich 2016, które odbyły się w Rio de Janeiro, reprezentowało 5 zawodników – 3 mężczyzn i 2 kobiety.
Był to dziesiąty start reprezentacji Malawi na letnich igrzyskach olimpijskich.

## Reprezentanci

### Lekkoatletyka
Mężczyźni
| Zawodnik        | Konkurencja | Eliminacje | Eliminacje | Finał | Finał   |
| Zawodnik        | Konkurencja | Wynik      | Miejsce    | Wynik | Miejsce |
| --------------- | ----------- | ---------- | ---------- | ----- | ------- |
| Kefasi Chitsala | 5000 m      | 14:52,89   | 23.        | NQ    | NQ      |

Kobiety
| Zawodniczka   | Konkurencja | Eliminacje | Eliminacje | Finał   | Finał   |
| Zawodniczka   | Konkurencja | Wynik      | Miejsce    | Wynik   | Miejsce |
| ------------- | ----------- | ---------- | ---------- | ------- | ------- |
| Tereza Master | maraton     | —          | —          | 2:48:34 | 98.     |

### Łucznictwo
Mężczyźni
| Zawodnik     | Konkurencja   | Runda rankingowa | Runda rankingowa | 1/32              | 1/16             | 1/8              | Ćwierćfinał      | Półfinał         | Finał/BM         | Finał/BM |
| Zawodnik     | Konkurencja   | Punkty           | Rozstawienie     | Przeciwnik Wynik  | Przeciwnik Wynik | Przeciwnik Wynik | Przeciwnik Wynik | Przeciwnik Wynik | Przeciwnik Wynik | Pozycja  |
| ------------ | ------------- | ---------------- | ---------------- | ----------------- | ---------------- | ---------------- | ---------------- | ---------------- | ---------------- | -------- |
| Areneo David | indywidualnie | 603              | 62.              | Pasqualucci P 0-6 | NQ               | NQ               | NQ               | NQ               | NQ               | NQ       |

### Pływanie
Mężczyźni
| Zawodnik   | Konkurencja          | Eliminacje | Eliminacje | Półfinał | Półfinał | Finał | Finał   |
| Zawodnik   | Konkurencja          | Czas       | Miejsce    | Czas     | Miejsce  | Czas  | Miejsce |
| ---------- | -------------------- | ---------- | ---------- | -------- | -------- | ----- | ------- |
| Brave Lifa | 50 m stylem dowolnym | 28,54      | 83.        | NQ       | NQ       | NQ    | NQ      |

Kobiety
| Zawodniczka  | Konkurencja          | Eliminacje | Eliminacje | Półfinał | Półfinał | Finał | Finał   |
| Zawodniczka  | Konkurencja          | Czas       | Miejsce    | Czas     | Miejsce  | Czas  | Miejsce |
| ------------ | -------------------- | ---------- | ---------- | -------- | -------- | ----- | ------- |
| Ammara Pinto | 50 m stylem dowolnym | 30,32      | 71.        | NQ       | NQ       | NQ    | NQ      |